# 杉浦澄子
杉浦澄子（すぎうら すみこ、1921年3月15日- ）は、裏千家流の茶人、陶芸研究家。

## 人物・来歴
浅井竹五郎の次女として名古屋に生まれる。別名・澄心庵、杉浦宗美。愛知県立第一高等女学校卒。1941年東京女子大学英文科中退。東京大学印度哲学研究室にて中村元の指導をうける。裏千家茶道教授。

## 著書
- 『陶芸家との対話』雄山閣出版 1975
- 『茶碗の基礎知識』雄山閣出版 1977
- 『茶の湯とやきもの 茶席の四季』創樹社美術出版 1985
- 『昭和の陶芸 巨匠との対話』雄山閣出版 1990
- 『江戸期の茶陶』淡交社 1995
- 『澄心庵茶の湯歳時記 おもてなしの工夫』淡交社 1995
- 『澄心庵茶道具の取り合わせ』淡交社 2003

### 共著・監修
- 『入門茶の湯の茶碗』小森彰子共著 光芸出版, 1971
- 『古都彩菓』数江瓢鮎子,中村弘子,大倉舜二, 小林庸浩, 畠山崇共著 文化出版局 1992
- 『唐九郎のやきもの』竹内順一, 稲垣喜代志共著 (コロナ・ブックス) 平凡社 1997
- 『茶碗で知るやきものの見方』監修・解説 (淡交ムック) 淡交社, 2000